# Stella Vander
Pour les articles homonymes, voir Vander et Stella.
Stella Vander, de son nom de naissance Stella Zelcer, est une chanteuse française née le 12 décembre 1950 à Paris, connue dans les années 1960 sous le nom de Stella.

## Biographie

### Stella
Stella Zelcer, née le 12 décembre 1950 à Paris, est une chanteuse des années 1960 qui, sous le nom de Stella, écrit des parodies de chansons yéyé sur des musiques de son oncle Maurice Chorenslup : Le folklore auvergnat en référence à Sheila et son folklore américain, Les parents twist (pour se moquer des parents qui veulent être aussi jeunes que leur fils), Pauvre Figaro (pour les jeunes à cheveux longs), Pourquoi je chante (en réponse au Si je chante de Sylvie Vartan pour le côté argent et mercantile du Show Bizz)  etc.
Elle enregistre son premier disque à l'âge de treize ans, et obtient une notoriété rapide avec la production d'une douzaine de 45 tours pendant cinq ans. Sa carrière sous le nom de Stella s'arrête en 1969.

### Stella Vander

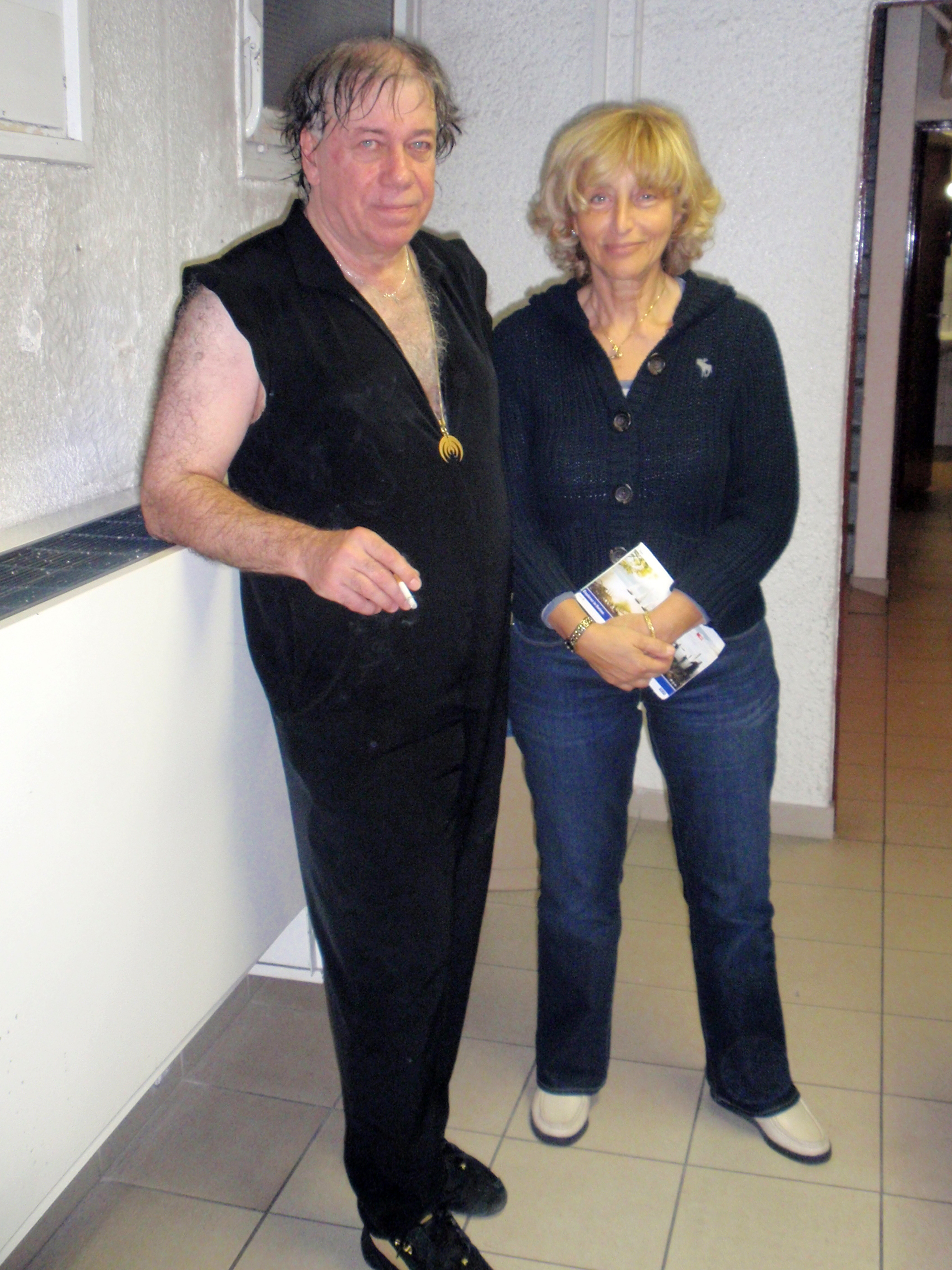
Christian et Stella Vander en 2010 à Freyming-Merlebach

Au début des années 1970, elle se marie avec le batteur Christian Vander et rejoint le groupe Magma avec lequel elle chante et dont elle fait toujours partie (elle y incarne l'Organïk Kommandeür), ainsi que le groupe Offering en tant que chanteuse soliste. Elle participe en 1978 au spectacle de France Gall Made in France en tant que choriste.
En 1991, elle compose son premier album solo depuis son enfance, D'épreuves d'amour, avec Christian Vander et les musiciens d'Offering où elle reprend le standard Nature Boy qu'on entend dans le film Peindre ou faire l'amour. Elle participe au quartet de la pianiste Lydia Domancich avec qui elle enregistre trois albums, ainsi qu'à d'autres projets et enregistrements avec entre autres les pianistes Sophia Domancich, Patrick Gauthier et Pierre-Michel Sivadier, les guitaristes Bertrand Binet et Alex Ferrand, les batteurs Simon Goubert et Michel Altmayer (du groupe Troll), le groupe Odeurs de Ramon Pipin, le bassiste Frédéric Briet et le groupe Atoll en tant que choriste aux côtés de Lisa Deluxe sur les albums Tertio (1977) et Rock Puzzle (1979).
Avec Francis Linon, elle crée et codirige le label Seventh Records en 1986, et le label Ex-Tension en 2002.

## Discographie

### 45 tours EP
- 1963 : Douée pour la récré - Vingt ans / Les parents twist - Pourquoi pas moi (Vogue EPL-8137)
- 1964 : La surprise est partie - C'est chanter que je préfère / Tu peux rire - Quelle tête il aura (Vogue EPL-8236)
- 1964 : J'veux pas savoir - Nouvelle vague blues / Enfant de saloon - Je te rends mon sablier (Vogue EPL-8278)
- 1965 : Adieu micro, bonjour sillon - Caramels et bretzels / Le vieux banjo - Ma fille, d'où viens-tu ? (RCA Victor 86.098)
- 1966 : J'achète des disques américains - Pourquoi je chante / La vieille chanson d'amour - La flemme (RCA Victor 86.126)
- 1966 : Un air du folklore auvergnat - Tu dis toujours oui / Gaspard - Pauvre Figaro (RCA Victor 86.141)
- 1966 : Si vous connaissez quelque chose (...) - Pas de chansons sur les vacances / Cauchemar autoprotestateur - Beatniks d'occasion (RCA Victor 86.171)
- 1967 : Tout va bien - Je ne peux plus te voir en peinture / Le silence - J'aurais voulu (RCA Victor 86.195)
- 1967 : Carnet de balles - Duo du Sacré-Cœur / Poésie 1967 - Je ne me reconnais plus dans la glace (RCA Victor 87.015)

### 45 tours singles
- 1968 : Matière à réflexion / L'idole des jaunes (RCA Victor 49.016)
- 1968 : Vous devriez avoir honte / Pauvre cloche (RCA Victor 49.024)
- 1968 : Les vieux saucissons / Trempe tes pieds dans le Gange (CBS 3580)
- 1968 : Stella et Valérie / L'amour quand on y pense (CBS 3864)

### 33 tours
- 1967 : Stella (RCA Victor 730.000 France)
- 1967 : Stella (RCA Victor International SP-189 U.S.A.)

### Albums
- 1991 : D'épreuves d'amour, Seventh Records
- 1997 : Pourquoi pas moi (compilation Magic records 2 CD 40 titres 63-68)
- 2004 : Le cœur allant vers, avec Sophia Domancich, Ex-Tension Records
- 2011 : Passage du Nord-Ouest, enregistré en public en 1991, avec Lydia Domancich, Seventh Records

### Participations (hors Magma et Offering)
- 1977 : Jacques Higelin : Jaloux d'un rêve (Denise), EMI
- 1977 : André Ceccarelli : Ceccarelli (Life Is Only Real Here (Parte 2)), Carla Records
- 1977 : Atoll : Tertio, Eurodisc
- 1978 : France Gall: Live Théâtre des Champs-Élysées, Warner Music
- 1979 : Atoll : Rock Puzzle, Eurodisc
- 1979 : François Bréant : Voyeur extra-lucide (We Ate Zoo ), Egg Records
- 1979 : Odeurs : 1980: No Sex, Polydor
- 1980 : Renaud : Marche à l'ombre, Polydor
- 1988 : Michel Altmayer, Troll Vol. 2, Musea
- 1989 : Alain et Yvon Guillard : Pazapa, Cerise
- 1990 : Lydia Domancich : Au-delà des limites, Gimini Music
- 1992 : Christian Vander : Les voyages de Christophe Colomb, Seventh Records
- 1993 : Lydia Domancich : Chambre 13, Gimini Music
- 1993 : Patrick Gauthier : Sur les flots verticaux, Seventh Records
- 1994 : Christian Vander : À tous les enfants, Seventh Records
- 1995 : Pierre-Michel Sivadier : D'amour fou d'amour, Seventh Records
- 1996 : Patrick Gauthier : Le Morse, Seventh Records
- 1997 : Lydia Domancich : Regards, Gimini Music
- 2002 : Christian Vander : Les cygnes et les corbeaux, Seventh Records
- 2004 : Simon Goubert : Et après, Ex-Tension Records
- 2008 : Jannick Top, Infernal Machina, Utopic Records
- 2008 : Pierre-Michel Sivadier : Rue Francœur, Ex-Tension Records
- 2012 : Robert Waechter, O Tempora, Ready made Music